# 山崎治雄
山崎 治雄（やまさき はるお、英語名:YAMASAKI Haruo、正式には山﨑治雄と表記、1908年（明治41年） - 1987年（昭和62年））は、石津良介とともに戦前、戦後の岡山写真界の礎を築いた写真家。

## 経歴
戦前は「中国写真家集団」の活動で、石津、植田正治（1913-2000）、野村秋良（のむらあきら 1907-1945）、正岡国男（1908-1978）、上野正雄、大森一夫（1906-1900）、緑川洋一らとともに日本の写真界に影響を与えた。また中国写真家集団の活動では桑原甲子雄（1913-2007）との交流を示す写真（宮島旅行、1938-1940頃）も遺っているが、詳細は不明。
戦後、鈴木八郎からの助言を受け、記録を重視した写真芸術の道を探求した。また岡山の戦後文化活動を導いた「岡山芸能懇話会」に写真家として協力。最晩年に至るまで記録の現場に立ち、生涯を郷土岡山の記録と後進の育成に尽力。小野隆弘（1925-）、横山知（緑川洋一1915-2001）、葛原茂樹（1923-1990）、高山雅之（1926-）、中村昭夫（1933-2008）、人見文男（1947-2009）、能勢伊勢雄（1947-）ら、岡山県下の多くの写真家を指導した。

## 写真の特徴と現状
共同制作という共同記録の手法を戦前から行なっており、戦後の活動においてもと意識的に共同制作による記録撮影を石津良介らと指導。「共有財産としての記録の活用」を実践。現代のデジタルアーカイブの概念を先取りするような先駆者でもあった。20世紀後半という急進的な開発の進む時代のなか、50年後、100年後の世代のために、消えゆく歴史民俗や遺跡等、郷土に根ざした記録活動を文化財保護の観点からも実践した。
しかし先駆的ドキュメンタリー・プロジェクトであった旭川ダム関連問題の記録等、未発表の作品が多い。そのためか死後20年以上経過する現在も遺作展、もしくは回顧展は開かれておらず、その名と業績も郷土の次世代に伝わっていない。現在、山崎治雄の貴重な銀塩プリントの散逸と記憶の継承が危ぶまれている（1930年代、40年代の日本写真界を支えた石津良介の事例も郷土岡山において山崎と似たような状態にある）。

## 戦前の経歴・活動
1908年（明治41年）　12月9日　青果商の父・正平、母・穂真の長男として、岡山市難波町57（弓之町2丁目、番町交差点付近）に生まれる。尋常小学校卒業後、父親から家業を継ぐように言われ、進学を断念。
昭和初期、19歳か20歳の頃（1927〜1928年）、肺侵潤の療養で時間を持て余していた時、病気見舞いに親戚からもらったカメラ「イーストマンコダックF77」で津山線の汽車を写す。20歳の頃、父を亡くす。その後、写真同好会「岡山おしろした会」に入会。約2年後、二眼レフカメラ「ローライコード」を購入。
孤山流草土舎で岡山初であろう邦楽オーケストラを組織し、みずらも尺八で参加。 岡山おしろした会会長（カメラクラブ）。光芒会会長（カメラクラブ）。カメラクラブ協会岡山支部長。全日本カメラ協会岡山支部長。倉敷新光写団顧問
石津良介らの尽力で結成された写真クラブ「光ト影の会」（1931年（昭和6年）結成）に大森一夫らと参加その後、石津が組織した「中国写真家集団」（本部：岡山市）において、1938年（昭和13年）、石津がアルス刊「カメラ（CAMERA）」編集のため上京したため、その後を託され横山知（緑川洋一）らを指導（中国写真家集団は1935年冬に結成され、1937年に東京にて初展覧会。「中国写真家集団」展は1940年まで毎年四回、東京で開催された）。
- 1935年（昭和10年）　写真雑誌に初入選する。
- 1938年（昭和13年）　『写真サロン』（玄光社）1938年6月号の月例コンテストで準特選（「影と光」）と入選（「老鮮人像」「反映」）に。選者：斎藤鵠児の高い評価を得る。以後『カメラアート』1940年5月号、アルス刊『カメラ』『カメラクラブ』また『アサヒカメラ』誌等、月例誌の各サロンコンクールに入選。のちに招待作家になる。8月に中国写真家集団に入団。
- 1939年（昭和14年）　岡山県浅口郡六条院の満州分村移民を県下の作家を動員し撮影、翌年、東京にて記録写真展をひらく。第三回中国写真家集団東京展（小西六ホール）に出展（『黄昏れの頃』『ふるさと』『風景』『帰り道』『静物』）。横山知（緑川洋一）らとカメラクラブ「光芒会」を結成し会長に。『アサヒカメラ』臨時増刊号『日本写真年鑑昭和14年版』に作品『ガード風景』発表。
- 1940年（昭和15年）　第四回中国写真家集団東京展（小西六ホール）に出展（『明暗』『光』『圓』『植物』『風景』『男』）。興亜写真報国会岡山支部長。『カメラ』1940年7月号に「新しい屋外静物の狙ひ方」を掲載。昭和15版『アルス写真年鑑』に作品「静物」発表。
- 1941年（昭和16年）　召集により軍役に就き、酷寒の満州、黒龍江近隣地帯へ赴任。写真好きの小隊長の命令で隊舍に暗室を作る。日本から送らせたカメラ「ベビーパール」で軍隊生活や満州の風俗を撮影。この体験により写真の記録性の重要さを知る。
- 1943年（昭和18年）　心臓を病み帰国。その後、終戦まで岡山市内の変電所にて経理職を務める。
- 1945年（昭和20年）　6月29日の岡山空襲を体験し、終戦を迎える。

## 戦後の経歴・活動
- 1945〜46（昭和20〜21）頃　天満屋で開催されたオール岡山カメラクラブ（山陽カメラクラブの前身）の展覧会で石津良介らと審査員を務め、後楽園の写真『ふるさと』を出品。小野隆弘は次席。小野隆弘、緑川洋一、葛原茂樹らを指導。この頃、後楽園や焼け落ちた岡山城趾の石垣を記録か？
- 1946〜47（昭和21〜22）年　鈴木八郎にいままでの作品を見せ、手紙にて相談。「まだこれより他にあなたにふさわしいやるべきことがあるのではないか…」との示唆を受ける。ただちに戦前の写真作品を焼却。以後、記録の道へ（内容の詳細および年月日不明）。
- 1947年（昭和22年）　「中国写真家集団」再会の場に出席（岡山県笠岡市）。トリオ・スタジオ開設（岡山市奉還町2丁目、奉還町商店街内。進駐軍のいた占領下の岡山では県庁は上伊福にあり、奉還町商店街が栄えていた。その後、県庁も移転し、山崎は同市北方へ）
- 1950年（昭和25年）　勤労者美術展審査員。
- 1950年（昭和25年）　着工されたばかりの旭川ダム建設と住民の離散過程の記録撮影を開始。ダム完成の1954年（昭和29年）まで記録を続ける。特に1951年（昭和26年）から1953年（昭和28年）にかけては年間300日通い続ける。
- 1952年（昭和27年）　日本報道写真連盟岡山支部結成。
- 1955年（昭和30年）　全日本写真連盟岡山支部結成。岡山すぎなクラブ顧問。岡山写真連盟参与。
- 1956年（昭和31年）　日本では類例のない先駆的ドキュメンタリー・プロジェクトである旭川ダム関連問題の決死の記録活動を完成。その貴重な記録のほとんどが、諸事情のため、未発表のまま現在に至る。備前加茂大祭の共同制作による記録撮影。岡山芸能懇話会編集『備前加茂大祭』に写真提供。写真クラブ「あすなろ」指導（詳細不明）。
- 1957年（昭和32年）　岡山県教育委員会社会教育課監修発行『岡山県の文化財』第一集に写真提供。
- 1958年（昭和33年）　岡山県教育委員会社会教育課監修発行『岡山県の文化財』第二集に写真提供。
- 1959年（昭和34年）　『カメラ毎日』2月号、8月号に「い草」シリーズ作品を発表。
- 1960年（昭和35年）　岡山県教育委員会社会教育課監修発行『岡山県の文化財』第三集に写真提供。
- 1961年（昭和36年）　吉川八幡当番祭の共同制作による記録撮影。『吉川八幡当番祭』刊行（吉川当番祭刊行会、重森三玲解説）。岡山県美術展審査員。 吉備津神社に文化財、史跡、建築、行事、風俗等、約四百枚の写真記録を資料として寄贈され、一部が斉館に陳列、のこりの大部分は参竜室の押し入れに保管。当時、岡山、東京、大阪での展覧会が企画されたが経費なく、未発表のまま現在に至り、詳細不明（6月30日付けの新聞記事あり）。
- 1962年（昭和37年）　第十七回国体芸術展査員。
- 1964年（昭和39年）頃　平櫛田中作『鏡獅子（六代目尾上菊五郎像）』（1958, 木彫彩色、高さ57.8cm, 岡山県立美術館所蔵）『五浦釣人（岡倉天心像）』（1963, 木彫、高さ113cm, 岡山県立美術館所蔵）の撮影（ほぼ確定）。
- 1966年（昭和41年）　岡山写真作家集団結成。西大寺軽便鉄道廃止に際し、その過程を共同制作による記録撮影（岡山すぎなクラブ）。岡山県総合文化センター、西大寺市等にて大々的に発表。
- 1967年（昭和42年）　『岡山の仏たち』の記録撮影完成。その後、岡山県総合文化センター等、県下各地で発表。
- 1968年（昭和43年）　い草の栽培と加工製品等の記録撮影完成。『世界の天然繊維』に50枚の写真を提供（アメリカにおいて出版された書籍、詳細不明）。
- この頃、知人の紹介により平櫛田中翁作品集の撮影をまかされる。
- 1969年（昭和44年）　NHK岡山放送局総合テレビにて『岡山の窓 吉備津を写して』に出演（3/28収録、4/2放送）
- 1970年（昭和45年）　写真集『尋牛 平櫛田中作品集』（平櫛田中顕彰会刊行, 1970年）を二年間かけ撮影し完成。
- 1972年（昭和47年）　『岡山市の文化財 第1集』岡山市遺跡調査団に写真提供
- 1975年（昭和50年）　写真集『特別史跡 閑谷学校』（文：谷口澄夫／神野力,序文：長野士郎 福武書店）刊行、岡山県立博物館特別展「民具」に作品提供（図録の表紙およびい草製花筵の制作過程等、中村昭夫も写真提供）、『岡山市の文化財 第2集』岡山市遺跡調査団に写真提供、ベンガラの町・吹屋の記録（長男の泰雄が引き継ぎ、山陽新聞サンブックス『備中吹屋』1993として完成）
- 1977年（昭和52年）　JOKK-TV（岡山総合テレビ放送、現NHK岡山放送局）番組『西日本ぶらりみてある記 格子の家並みに秋の風』（収録9/22、放送9/24）の案内人を務める。
- 1980年（昭和55年）　岡山県立博物館開館10周年記念特別展「吉備の国宝・重要文化財」に作品提供（図録の表紙および刀剣等）、『山陽カラーシリーズ7 仏画』『山陽カラーシリーズ12  閑谷学校』（山陽新聞社）刊行
- 1981年（昭和56年）　『山陽カラーシリーズ24 津山城下町』（山陽新聞社）刊行、岡山城史編纂委員会編『岡山城史 岡山開府四百年記念』（岡山市、1983年）口絵に終戦後の岡山城址の写真を提供
- 1982年（昭和57年）　矢木勅治著『旭川ダム 湖底の村の記録』（非売品）口絵に写真記録を提供（旭川ダム関連の書籍の出版は旧・旭町（美咲町）および岡山県によって企画されたが、さまざまな事情によって現在も未刊）。松原智とともに犬島を訪問。在本桂子（犬島再発見の会）と犬島群島の記録と歴史の探究を開始。遺作大山道、旧出雲街道の探究（編集済み、あと三カットで完成の段階のまま、現在に至る）。詳細不明
- 1987年（昭和62年）　「フォトグループ道」の展覧会準備のなか、6月5日没（享年80）
- 死後1988年、教え子らの松原智、長男の山崎泰雄らの「フォトグループ道」が天満屋（岡山市）にて写真展「犬島今昔物語」開催（ただし山崎の作品は未発表）
- 1993年、泰雄が引き継いだベンガラの町・吹屋の記録が山陽新聞サンブックス『備中吹屋』として出版された
- 1997年、岡山県立吉備北陵高校創立50周年記念誌『行く雲に』に昭和20〜30年代の写真記録が4点使われた（山崎泰雄提供）。また岡山県立吉備北陵高校創立49周年記念『30数年前の吉川当番祭・加茂大祭に見る郷土の文化カレンダー』では、カレンダー全面に写真が使用された（カレンダーは5年間刊行された、山崎泰雄提供）。
- 2000年から2005年にかけ合併を目前としていた旧・旭町（美咲町）の広報誌『広報あさひ』に旭川ダム関連記録の一部が連載された（山崎泰雄提供）
- 2005年、人見文男のグループ「写真家集団北斗星」が山崎治雄の「西大寺軽便鉄道」「藤田村」「京橋」等、膨大な資料の一部をデジタルアーカイブ化し、開館直後の岡山市デジタルミュージアムにデータを寄贈（山崎泰雄提供）
- 2006年、在本桂子（犬島再発見の会）が「犬島物語68 写真家山崎治雄先生」を『岡山日日新聞』2006年4月12日号に寄稿
- 1966年以後行方不明となり、2008年に竹久夢二生家の蔵で再発見された写真が2009年、[西大寺軽便鉄道100周年記念展（両備グループ主催）にて再発表された（山崎泰雄提供）

## 代表的展覧会
- 『西大寺軽便鉄道』（共同制作による記録撮影：岡山すぎなクラブ）, 岡山県総合文化センター、西大寺市等, 1966年
- 『岡山の仏たち』岡山県総合文化センター等県下各地, 1967年

## 代表的作品集
- 共同制作『備前加茂大祭』（岡山芸能懇話会編集刊行／1956年）
- 共同制作『吉川八幡当番祭』（吉川当番祭刊行会／1961年, 重森三玲解説）
- 写真集『尋牛 平櫛田中作品集』（平櫛田中顕彰会刊行／1970年）
- 写真集『特別史跡 閑谷学校』（文：谷口澄夫／神野力, 序文：長野士郎 , 福武書店／1975年）
- 『山陽カラーシリーズ7 仏画』『山陽カラーシリーズ12  閑谷学校』（山陽新聞社／1980年）
- 『山陽カラーシリーズ24 津山城下町』（山陽新聞社／1981年）